# Therlinya bellinger
Therlinya bellinger är en spindelart som beskrevs av Gray och Smith 2002. Therlinya bellinger ingår i släktet Therlinya och familjen Stiphidiidae.
Artens utbredningsområde är New South Wales. Inga underarter finns listade i Catalogue of Life.